# Dolichopus ptenopedilus
Dolichopus ptenopedilus är en tvåvingeart som beskrevs av Henk J.G. Meuffels 1981. Dolichopus ptenopedilus ingår i släktet Dolichopus och familjen styltflugor. Inga underarter finns listade i Catalogue of Life.